# Anne Bedian
Anne Bedian, née Anne Nahabedian le 15 mars 1972 à Montréal au Canada, est une actrice canadienne d'origine arménienne.

## Biographie
Anne Bedian est née et a grandi à Montréal dans la communauté arménienne. À 17 ans elle s'engage dans l'armée et sert trois années durant dans la marine canadienne. Elle effectue ensuite des études de comptabilité à l'université de Concordia, avant de se tourner vers une carrière d'actrice. Elle débute à la télévision à Montréal, avant de rejoindre Hollywood en 2006 et de travailler aux côtés de Larry David dans Curb Your Enthusiasm,,.

## Filmographie
- 1999 : Undressed (série télévisée) : Vanessa
- 1999 : Ladies Room : Intella
- 1999-2000 : The Hunger (série télévisée) : Diane
- 2000 : Artificial Lies : Sarah
- 2000 : Cul de sac (court métrage) : Junkie Emily
- 2001 : Varian's War: The Forgotten Hero (téléfilm) : la femme
- 2001 : Stiletto Dance (téléfilm) : la fille de Vernon
- 2001 : Dice (mini-série) : Whore
- 2001 : Nowhere in Sight : Angel
- 2003 : Wall of Secrets (téléfilm) : la petite amie de Bruce
- 2003 : E.D.N.Y. (téléfilm) : Angie Martinez
- 2004 : Naked Josh (série télévisée) : Chantal
- 2004 : Delta State (série télévisée) : Maria (voix)
- 2004 : The Grid (mini-série) : Nili Michaels
- 2004 : Sue Thomas: F.B.Eye (série télévisée) : Ali Watson
- 2005 : Hotel Babylon (téléfilm) : Mel
- 2005 : This Is Wonderland (série télévisée) : Jen Donati
- 2005 : Law & Order: Criminal Intent (série télévisée) : Talia Messner
- 2006 : Android Apocalypse (téléfilm) : Tranc
- 2006 : CSI: Crime Scene Investigation (série télévisée) : officier Linda Mendosa
- 2006 : The Closer (série télévisée) : Ru'yah 'Rita' Fara
- 2007 : Lost (série télévisée) : Amira
- 2007 : The Unit (série télévisée) : la mère
- 2007 : Universal Groove : Eve
- 2008 : NCIS (série télévisée) : Hamida
- 2009 : The Divided : Adira Allal
- 2009 : Anatomy of Hope (téléfilm) : Esther Weinberg
- 2009 : Meteor : le chemin de la destruction (mini-série) : Claire Payne
- 2009 : Lie to Me (série télévisée) : Hasina Kahn
- 2008-2009 : The Ex List (série télévisée) : Marina
- 2010 : Let the Game Begin : la demoiselle d'honneur avec Ricky
- 2011 : Three Veils : Farridah
- 2011 : Curb Your Enthusiasm (série télévisée) : Shara
- 2011 : Combat Hospital (série télévisée) : Major Hasti Samizay
- 2014 : L'Ange gardien : Mona Robertson
- 2014 : L'Étrange Cas Deborah Logan : doctoresse Nazir
- 2016 : The Last Inhabitant
- 2016 : Criminal Minds: Beyond Borders (série télévisée) : Rabia Bayar
- 2018 : Roseanne (série télévisée) : Fatima Al-Harazi[6],[7],[8].